# Frederik Schou-Nielsen
Frederik Schou-Nielsen (* 5. Februar 1996 in Kopenhagen) ist ein dänischer Leichtathlet, der sich auf den Sprint spezialisiert hat.

## Sportliche Laufbahn
Erste internationale Erfahrungen sammelte Frederik Schou-Nielsen im Jahr 2013, als er bei den Jugendweltmeisterschaften in Donezk im 100-Meter-Lauf mit 10,93 s in der ersten Runde ausschied und auch über 200 Meter mit 22,34 s nicht über den Vorlauf hinaus kam. 2017 schied er bei den U23-Europameisterschaften in Bydgoszcz mit 10,67 s in der Vorrunde über 100 Meter aus und verpasste mit der dänischen 4-mal-100-Meter-Staffel in 40,12 s den Finaleinzug. 2019 erreichte er bei den Europaspielen in Minsk nach 10,65 s Rang 20 und gelangte anschließend bei der Sommer-Universiade in Neapel bis in das Halbfinale über 100 Meter, in dem er mit 10,67 s ausschied. Bei den World Athletics Relays 2021 im polnischen Chorzów belegte er in 39,56 s den vierten Platz in der 4-mal-100-Meter-Staffel und stellte im Vorlauf mit 39,06 s einen neuen Landesrekord auf. Im August nahm er mit der Staffel an den Olympischen Sommerspielen in Tokio teil und verpasste dort mit 38,16 s den Finaleinzug.
2022 kam er bei den Weltmeisterschaften in Eugene mit der 4-mal-100-Meter-Staffel in der Vorrunde nicht ins Ziel. Anschließend schied er bei den Europameisterschaften in München mit 10,34 s in der ersten Runde über 100 Meter aus und kam mit der Staffel erneut nicht ins Ziel. Im Jahr darauf kam er bei der 1. Liga der Team-Europameisterschaft im Rahmen der Europaspiele in Chorzów mit der Staffel nicht ins Ziel. Bei den World Athletics Relays 2024 auf den Bahamas verpasste er mit der 4-mal-100-Meter-Staffel die Direktqualifikation für die Olympischen Spiele in Paris, ehe er bei den Europameisterschaften in Rom in 39,21 s den sechsten Platz belegte.
In den Jahren 2018 und 2019 wurde Schou-Nielsen dänischer Meister im 100-Meter-Lauf sowie 2014 in der 4-mal-100-Meter-Staffel. Zudem wurde er 2017, 2019 und 2020 Hallenmeister in der 4-mal-200-Meter-Staffel.

## Persönliche Bestzeiten
- 100 Meter: 10,24 s (+0,9 m/s), 26. Juni 2021 in Odense
  - 60 Meter (Halle): 6,79 s, 11. Februar 2023 in Malmö
- 150 Meter: 15,55 s (+1,6 m/s), 14. August 2021 in Kopenhagen (nationale Bestleistung)
- 200 Meter: 21,09 s (−1,9 m/s), 18. September 2021 in Bergen
  - 200 Meter (Halle): 22,06 s, 5. März 2016 in Skive